# Lophodermium staleyi
Lophodermium staleyi är en svampart som beskrevs av Minter 1981. Lophodermium staleyi ingår i släktet Lophodermium och familjen Rhytismataceae.   Inga underarter finns listade i Catalogue of Life.